# Multimodus maculatus
Multimodus maculatus is een fossiele soort schietmot uit de familie Vitimotauliidae.